# Colorado Atlético Clube
O Colorado Atlético Clube (acrônimo: CAC) é um clube de futebol brasileiro da cidade de Colorado, no estado do Paraná.
O clube foi fundado em 20 de abril de 1998, com o nome de Associação Atlética Cintos Mima, tendo iniciado no profissionalismo, disputando a terceira divisão estadual no mesmo ano. O resultado foi um vice-campeonato, o que lhe garantiu o acesso à segunda divisão do estadual. Em 1999, o clube disputou a Copa Paraná. Permaneceu duas temporadas sem conquistar o acesso, sendo rebaixado em 2000, tendo no mesmo ano mudado de nome para o atual. Em seguida, disputou a Série Bronze de 2001, e após o término do torneio, licenciou-se das atividades.
Nove anos depois, o clube retornou para a disputa da terceira divisão estadual em 2010, sendo eliminado na primeira fase. Em 2011, o clube repetiu o feito. Porém, no ano de 2012, repetiu o feito de 1998, terminando com o vice-campeonato, conquistando o acesso à segunda divisão estadual de 2013. Na segunda divisão estadual, permaneceu sem acesso, ficando em 3° colocado. Em 2014, o clube anunciou sua desistência da competição, sendo rebaixado automaticamente à terceira divisão de 2015.Em 2016, disputou a terceira divisão paranaense, mas acabou desistindo de última hora por problemas financeiros.
O Clube voltou a disputar a terceira divisão paranaense de 2018, mais acabou fazendo uma campanha ruim, terminando na última colocação com 0 ponto e saldo de gol -23.
Também disputou a terceira divisão de 2019.
Atualmente se encontra licenciado, apenas disputando competições de base.